# 桜井厚
桜井 厚（さくらい あつし、1947年9月16日 - ）は、日本の社会学者、元立教大学教授。

## 来歴
石川県河北郡生まれ。1971年大阪大学工学部機械工学科卒業。1974年東京教育大学社会学科卒業、1977年同大学大学院文学研究科修士課程修了、1982年東京都立大学大学院社会科学研究科博士課程単位取得退学。1982年南山短期大学講師、1986年中京大学社会学部助教授、1992年同教授。1998年千葉大学文学部教授、2006年立教大学社会学部教授。2013年、同大学を定年退職。

## 著書
- 『インタビューの社会学 ライフストーリーの聞き方』せりか書房 2002
- 『境界文化のライフストーリー』せりか書房 千葉大学人文科学叢書 2005
- 『ライフストーリー論』弘文堂 現代社会学ライブラリー 2012

### 共編著
- 『幻想する家族』桜井陽子共著 弘文堂 1987
- 『女たちのライフストーリー 笑顔の陰の戦前・戦後』奥村和子共編著 谷沢書房 1991
- 『「モノと女」の戦後史 身体性・家庭性・社会性を軸に』天野正子共著 有信堂高文社 1992　のち平凡社ライブラリー
- 『ライフヒストリーの社会学』中野卓共編 弘文堂 1995
- 『フィールドワークの経験』好井裕明共編 せりか書房 2000
- 『屠場文化 語られなかった世界』岸衞共編 創土社 2001
- 『シリーズ環境社会学 差別と環境問題の社会学』好井裕明共編 新曜社 2003
- 『ライフストーリーとジェンダー』編 せりか書房 せりかクリティク 2003
- 『ライフストーリー・インタビュー 質的研究入門』小林多寿子共編著 せりか書房 2005
- 『戦後世相の経験史』編　せりか書房 せりかクリティク 2006
- 『過去を忘れない 語り継ぐ経験の社会学』山田富秋,藤井泰共編 せりか書房 2008
- 『差別の境界をゆく 生活世界のエスノグラフィー』岸衞共著 せりか書房 2012

## 翻訳
- アルフレッド・シュッツ『現象学的社会学の応用』御茶の水書房 1980
- W.I.トーマス, F.ズナニエツキ『生活史の社会学 ヨーロッパとアメリカにおけるポーランド農民』御茶の水書房 1983
- ケン・プラマー『セクシュアル・ストーリーの時代 語りのポリティクス』好井裕明, 小林多寿子共訳 新曜社 1998

## 参考
- [ISBN 978-4-335-50127-2]
- 『現代日本人名録』2002年